# StaySolidRocky
StaySolidRocky, pseudonimo di Darak Figueroa (San Antonio, ...), è un rapper e cantautore statunitense.
È meglio noto per il suo singolo del 2019 Party Girl che, dopo essere diventato virale sulla piattaforma di TikTok, ha fatto il suo ingresso nella Billboard Hot 100 statunitense.

## Biografia
Darak nasce a San Antonio, Texas, dove viene cresciuto dalla madre, a sua volta anche lei una rapper. Più avanti con l'età si trasferisce dal padre in Richmond, Virginia, ed è lì che inizia a fare musica. Durante gli anni del liceo pubblica diversi freestyle su Instagram che lo portano ad accrescere la sua fanbase.
La fama arriva tra il 2019 e il 2020, con la pubblicazione del video di Party Girl: il brano diventa subito popolare grazie ad una challenge sulla piattaforma TikTok ed entra nelle classifiche di 15 paesi, inclusa la statunitense Billboard Hot 100 e la Official Singles Chart britannica. Subito dopo infatti Rocky inizia a lavorare con l'ex manager di XXXTentacion e firma un contratto con Columbia Records, sotto la quale è uscito l'EP d'esordio Fallin'.

## Influenze
StaySolidRocky è cresciuto ascoltando Lil Wayne. Una volta iniziato a far musica ha ampliato il suo background sentendo i dischi di Youngboy Nba, Kodack Black e Kevin Gates.

## Discografia

### EP
- 2020 – Fallin'
- 2022 – Why So Larceny?

### Singoli
- 2020 – Party Girl
- 2020 – Toxic
- 2020 – Soft Aggression
- 2020 – Vacant Heart (feat. Big4Keezy)
- 2020 – Demons
- 2021 – Out da Oven
- 2021 – Junkie
- 2021 – Lucky
- 2022 – Sloppy Joe
- 2022 – Phones
- 2023 – Return
- 2023 – One More Time (con Jan Metternich)
- 2023 – Passenger
- 2023 – Becky
- 2023 – Drunk in Love
- 2024 – Used to Me
- 2024 – Twerkin wit Ya Friends
- 2024 – Party Girl 2